# الشيطان والإله الطيب
الشيطان والإله الطيّب مسرحية للفيلسوف الفرنسي جان بول سارتر الفائز بجائزة نوبل في الأدب سنة 1964، صدرت عام 1954، تركّز المسرحية على الخيارات الأخلاقية لشخصياتها كأمير الحرب غوتز، ورجل الدين هاينرش، والزعيم الشيوعي ناستي، وشخصيات أخرى خلال حرب الفلاحين الألمانية، تبدأ الرواية بتحوّل غويتز من مجرم حرب متوحّش إلى شخص جيّد صاحب أعمال نبيلة، فخلال حصاره لمدينة فورمز قرّر عدم ذبح أهلها.
عُرضَت المسرحيّة لأوّل مرّة في مسرح أنطوان في باريس في 7 حزيران 1951واستمرّت حتى 1952، المسرحية من إخراج لويس جوفيت، من بين كل كتاباته الدرامية لطالما كان الشيطان والإله الطيّب العمل المفضّل لدى سارتر، استخدم الكاتب شخصية غويتز ليقوم بالتحليل النفسي والأخلاقي للكاتب جان جينيه، ثم طوّر ساتر هذا التحليل أكثر في كتابه القدّيس جينيه. 

## الملخص
في ألمانيا في القرن السادس عشر، يثور الفلاحون ضد الكنيسة، في ما يُعرف بـحرب الفلاحين الألمان. مقتنعًا بأن رئيس الأساقفة يملك مخزونًا من الحبوب، يأمر ناستي، قائد الجيش الشعبي، باقتحام الكنيسة، رغم توسلات هاينريش. هذا الأخير قسّ متواضع يساند الفلاحين في ثورتهم، لكنه يرفض أن يهاجموا الكنيسة.
يقتل ناستي الأسقف، وقبل أن يلفظ أنفاسه الأخيرة، يسلم الأسقف إلى هاينريش مفتاح السرداب الذي يمكن أن يسمح لجيش غوتس بدخول فورمز. وغوتس ابن غير شرعي لأسرة نبيلة، يقود أخوه كونراد الجيش الذي يحاصر المدينة. يجد هاينريش نفسه أمام خيار صعب: إما أن يترك الفلاحين يقتلون الكهنة، أو يسمح لغوتس بالدخول ليذبح الفلاحين.
يُفتتح المشهد الثاني بوصول هاينريش إلى معسكر غوتس. يصل رسول بخبر موت كونراد، مما يجعل غوتس صاحب القرار الوحيد: هل يقتحم فورمز؟ يقرر غوتس تدمير المدينة فقط بدافع الرغبة في فعل الشر وتحدي الله.

يذهب ناستي إلى خيمة غوتس متحديًا إياه، ويقترح عليه خطة بديلة:
 «خذ المدينة، اذبح الأغنياء والكهنة، وامنحها للفقراء، اجمع جيشًا من الفلاحين واطرد رئيس الأساقفة؛ غدًا، سيسير البلد كله خلفك».
 لكن القائد يأمر بشنق ناستي ويستدعي هاينريش للاعتراف الأخير. غير أن هاينريش يلفت انتباه غوتس إلى أن فعل الشر ضعف، بينما فعل الخير أصعب. تحديًا، يقرر غوتس أن يكرّس نفسه لفعل الخير وحده:
 «كنت مجرمًا، وسأتغير: أقلب وجهي وأراهن أن أصبح قديسًا».
يحرر عشيقته الأسيرة كاثرين، لكنها تموت من الحزن؛ يوزع أراضيه على الفلاحين، فيشعل حربًا؛ يصبح نبيًا للمحبة، فيُقتل أتباعه المسالمون شهداء.
ثم يعتزل مع هيلدا في الغابة حيث يعيش حياة ناسك مجنون، إلى أن يزوره هاينريش كما اتفقا ليحكم على أفعاله. عندها، وبإدراك فشله في بلوغ المطلق، يعلن غوتس أن الله قد مات وأن الإنسان وحيد.

## الإلهام التاريخي
الشخصية الرئيسية مستوحاة من غوتس فون برليخينغن، وهو فارس مرتزق (Reître) من عصر النهضة، شارك فعلًا في حرب الفلاحين الألمان. وقد أصبح هذا القائد موضوع مسرحية كتبها غوته سنة 1773.
أما سارتر فقد صرّح أن الفترة التي اختارها – أي زمن الصراع بين الفلاحين والنبلاء – بدت له معبّرة وموحية بالنسبة لعصرنا. ومع ذلك رفض أن تُقرأ مسرحيته قراءة رمزية خالصة.
كذلك يُقال إن المسرحية استلهمت من مسرحية ميغيل دي ثيربانتس El rufián dichoso (“الشرير السعيد”).

## البعد الفلسفي
تهدف المسرحية إلى إبراز زيف الثنائية المطلقة بين الخير والشر، مبيّنة أن هذا التقابل ليس سوى فخ وهمي، وأن ما يهم حقًا هو حرية الإنسان واختياره المسؤول. فالإنسان ليس محكومًا بمبدأ الخير أو مبدأ الشر، بل هو الذي يمنح أفعاله معناها من خلال قراره الحر.
وقد أشار هنري غوييه إلى أن المسرحية تمثل إسقاطًا حيًا للفلسفة الوجودية عند سارتر، حيث يتجلى المبدأ القائل إن الإنسان «محكوم عليه بالحرية» ولا يجد أمامه سندًا متعالياً يوجّهه: لاموجه، ولا القيم المطلقة. كل ما يبقى هو مسؤولية الفرد في تقرير مصيره وإعطاء معنى لوجوده.

## الأسلوب
تتميّز المسرحية بأسلوبها القائم على الجُمل القصيرة والمكثّفة، وعلى صياغة أقرب إلى الأقوال المأثورة (apophtegmes)، مما يمنح الحوار طابعًا حادًا ومباشرًا. هذا الاختصار يعكس الصراع الوجودي الذي لا يترك مجالًا للتطويل، بل يتطلب لغة توازي حِدّة الموقف الفلسفي.
يرى إيفان جابلونكا أن المسرحية نموذجية داخل أدب سارتر التخييلي، إذ إنها مأهولة بـ«اللُّقطاء والخونة». وهو ما يصدق على الشخصية الرئيسية نفسها، فـغوتس ابن غير شرعي، ما يضعه منذ البداية في موقع التمزق واللاانتماء، تمامًا كما يعيشه الفرد في الوجودية السارتريّة.
أما إليزابيث هوتون تايلور فترى في شخصية غوتس إسقاطًا لملامح من شخصية سارتر نفسه، وخصوصًا رغبته الجامحة في المطلق، أي السعي إلى الكمال أو الحقيقة النهائية، رغم إدراكه أن هذا البحث محكوم بالفشل.

## التوزيع
تم عرض مسرحية «الشيطان والإله الطيب» لأول مرة في مسرح أنطوان (Théâtre Antoine) في 7 يونيو 1951، وفي سنة 1953، سُجّلت المشاهد الرئيسية بنفس الممثلين تقريبًا، باستثناء ثلاثة أدوار:
- دور هاينريش الذي أدّاه ميشيل إتشيفيري بدلًا من جان فيلار.
- دور المصرفي الذي أدّاه فرناند بلو بدلًا من موريس دورلياك.
- دور هيلدا الذي أدّته جوزيت فاردير بدلًا من ماريا كازاريس.

### التوزيع الأصلي (1951)
| الشخصية | الممثل                           |
| ------- | -------------------------------- |
| غوتس    | بيار براسور                      |
| هاينريش | جان فيلار                        |
| ناستي   | هنري ناسييه                      |
| تيتزل   | جان تولوت                        |
| كارل    | آر. ج. شوفار                     |
| هيلدا   | ماريا كازاريس                    |
| كاثرين  | ماري-أوليفييه (واندا كوساكيفيتش) |
| المصرفي | موريس دورلياك                    |
| -       | آن-ماري كازاليس                  |
| -       | ماريا ميريكو                     |

### فريق الإخراج والإنتاج
| الدور   | المسؤول                                                 |
| ------- | ------------------------------------------------------- |
| إخراج   | لويس جوفيه                                              |
| الديكور | فيليكس لابيس                                            |
| الأزياء | فرانسـين غاليار-ريسلر (من تنفيذ دار سكياباريلي للأزياء) |

## الاستقبال
عند صدور المسرحية، كثّف جان بول سارتر من مقابلاته الصحفية، في محاولة منه للترويج للعمل وشرح مقاصده الفكرية والفلسفية.
لكن المسرحية لاقت رفضًا شديدًا في الأوساط الكاثوليكية المحافظة في إيطاليا، إذ اعتُبرت هجومًا على القيم الدينية التقليدية.
أُعيد عرض المسرحية سنتي 1968 و1969، وهذه المرة جذبت جمهورًا أصغر سنًا، تتراوح أعمارهم بين 16 و24 عامًا، ما يعكس حضورها القوي لدى جيل جديد من الشباب الباحث عن أسئلة الحرية والمعنى.
كما أشار إليها كلود ليفي-شتراوس في كتابه «الفكر المتوحش» (La Pensée sauvage)، الأمر الذي يدل على أثرها العابر للمسرح، ودخولها في النقاشات الفلسفية والأنثروبولوجية الأوسع.